# Parque nacional Piatra Craiului
El parque nacional Piatra Craiului (en rumano: Parcul Naţional Piatra Craiului) es un área protegida (parque nacional IUCN Categoría II) en el país europeo de Rumanía, en el territorio administrativo de los condados de Brasov y de Arges. Posee una superficie estimada en 14773 hectáreas y fue declarado con el estatus de parque nacional en el año 2000. La localidad más cercana es la ciudad de Zărneşti.